# Jonathan Laugel

b Matchs officiels uniquement.
Dernière mise à jour le 11 juillet 2016.
Jonathan Laugel, né le 30 janvier 1993 à Montmorency, est un joueur international français de rugby à sept.

## Biographie

### Parcours professionnel
En parallèle de sa carrière de rugbyman professionnel, Jonathan Laugel a travaillé à Capgemini (entreprise du numérique) après l'obtention de son master en 2018 au sein du département Insights & Data en tant que business analyst. En octobre 2020 il rejoint Ippon Technologies en tant que data specialist. En septembre 2021, il rejoint Capgemini au sein de l'entité Invent en tant que Senior Consultant.

### Parcours scolaire
Jonathan Laugel a obtenu son BAC ES au sport étude Lakanal avant de passer ses deux premières années de BAC+3 au Pôle Universitaire Léonard de Vinci (EMLV) et de valider sa licence au Paris Business School (PBC, branche sportive de l'INSEEC). Par la suite, il intègre les rangs de Grenoble École de management pour y préparer un diplôme d'étude supérieure en management (DESMA) qu'il a obtenu en 2018.

### Débuts dans le rugby
Jonathan Laugel fait ses débuts au judo au Ju-jitsu Club d'Enghien-les-Bains pendant quatre années, avant d'enchaîner avec deux ans de basket-ball, puis par le rugby à XV à l'OGEM (Montmorency) ou il y restera jusqu'à ses 15 ans. Repéré lors des sélections départementales, il intégrera simultanément le centre de formation du Racing Métro 92 et la section sport études du lycée Lakanal de Sceaux en 2006. Il rejoint ensuite le pôle France de Marcoussis pour la saison 2011-2012. Cela lui permet d'intégrer l'équipe de France de rugby à XV des moins de 20 ans, équipe avec laquelle il dispute le championnat du monde junior en Afrique du Sud, participant à quatre rencontres.
La même année, Frédéric Pomarel, sélectionneur de l'équipe de France de rugby à sept, l'appelle pour le tournoi de Nouvelle-Zélande 2012 où il fait ses débuts à sept. Il s'engage à partir du 1er juillet 2012 avec la Fédération française de rugby et l'équipe de France de rugby à sept pour une durée de trois saisons. Il résignera pour une saison jusqu'en août 2016 avec pour objectif de participer aux Jeux olympiques de Rio 2016.

### Carrière internationale à sept (2012-2024)
Jonathan Laugel dispute son premier match de rugby à sept dans le cadre de la série mondiale à 19 ans contre le Canada lors du tournoi de Nouvelle-Zélande 2012. Depuis ce temps, Jonathan Laugel ne cessera de jouer avec l'équipe de France de rugby à sept, avec laquelle il finira à la cinquième place (défaite contre le Kenya après prolongation, sur le score de 24 à 19) lors de la coupe du monde de rugby 2013.
La saison suivante, lors de la série mondiale 2013-2014, la France ne parvient pas à monter sur le podium d'une des étapes, mais remporte pour la première fois le championnat d'Europe de rugby à sept lors de cette édition 2014 (championnat européen de rugby à 7).
Après avoir manqué la qualification directe pour les Jeux olympiques de Rio 2016 via la série mondiale, La France obtient sa qualification en remportant le championnat d'Europe 2015, renouvelant la performance de l'année précédente. La France remporte les trois tournois de Moscou, Lyon et Exeter où Jonathan Laugel participe aux trois tournois, disputant 18 matchs et inscrivant deux essais.
Lors de la saison 2015-2016 de la série mondiale, il participe au tournoi du Cap, lors duquel la France finit troisième au classement général après avoir battu les vainqueurs de la dernière série mondiale, les Fidji (17-14). La dernière fois que l'équipe de France avait fini sur le podium d'une des étapes du circuit mondial était en 2012. Quelques mois plus tard, lors du tournoi de Singapour, il participe à la victoire de l'équipe de France sur la Nouvelle-Zélande (24-0), équipe que la France n'avait plus battu depuis le tournoi de France de rugby à sept 2005. Jonathan Laugel ponctuera sa saison avec l'équipe de France de rugby à 7 au tournoi de Paris, et finira à la 3e place.
Non retenu dans le groupe final pour les Jeux olympiques de Paris 2024, il prend sa retraite internationale à l'issue de la saison 2023-2024.

## Style de jeu
Jonathan Laugel est un joueur que ne marque pas beaucoup d'essai (4 lors de la saison 2015-2016), mais qui excelle dans le combat, la conquête, la défense et dans les duels aériens, primordiaux dans le rugby à sept,. Frédéric Pomarel, l'entraineur de l'équipe de France, déclare en décembre 2015 après les tournois de Dubaï et du Cap (à l'issue desquels la France termine respectivement 9e et 3e) qu'il a été le meilleur joueur de l'équipe.

## Palmarès
- Tournoi d'Afrique du Sud de rugby à sept 2012
- Tournoi de Dubaï de rugby à sept 2015
- Tournoi de France de rugby à sept 2016
- Championnat d'Europe de rugby à sept en 2014 et 2015
- Vainqueur de l'étape finale du Supersevens en 2021 avec les Barbarians français